# Georg Gärtner
 (février 2025).
Si vous disposez d'ouvrages ou d'articles de référence ou si vous connaissez des sites web de qualité traitant du thème abordé ici, merci de compléter l'article en donnant les références utiles à sa vérifiabilité et en les liant à la section « Notes et références ».
Pour les articles homonymes, voir Gärtner.
Georg Gärtner (né le 18 décembre 1920 à Schweidnitz (aujourd'hui Świdnica, en Silésie) et mort le 30 janvier 2013  à Boulder au Colorado) également connu sous son alias Dennis Whiles, est un soldat allemand de la Seconde Guerre mondiale. Fait prisonnier de guerre aux États-Unis, il a vécu de nombreuses années dans la clandestinité pour ne pas retourner en Allemagne.

## Biographie
En 1943, il est un soldat de l'Afrika Korps allemand capturé et amené aux États-Unis. Il est transféré au Nouveau-Mexique, dans un camp de prisonniers de guerre. Il s'en évade en septembre 1945. Selon une annonce faite par le département américain de guerre, tous les prisonniers de guerre devaient être réintroduits dans leur ville d'origine. Mais sa ville natale, Schweidnitz, était désormais sous occupation soviétique, aussi craignait-il d'être extradé vers l'Union Soviétique.
Après sa fuite, il se construit une nouvelle identité du nom de Dennis Whiles (emprunté à un fermier chez qui il a travaillé) et se débrouille en devenant ouvrier agricole et plongeur dans les restaurants. Plus tard, il travaille comme instructeur de ski et de tennis et épouse une Américaine. Il avoue à sa femme sa véritable identité seulement 20 ans après le mariage et, encore plus tard, le 11 septembre 1985, il se rend aux autorités devant les caméras de télévision. Dans ce sens, il est le dernier soldat allemand de la Seconde Guerre mondiale aux États-Unis.
Au cours de sa fuite, il a figuré pendant 40 ans sur la liste des personnes les plus recherchées du FBI et est le seul Allemand échappé d'un camp américain de prisonniers de guerre à ne pas avoir été repris par le FBI. Après 1985, il reçoit une carte de résident permanent. Il est naturalisé américain seulement en novembre 2009 en raison de la perte de documents de la part des autorités. Il vit jusqu’à sa mort à Boulder au Colorado.